# مجلس التوظيف والسياسة الاجتماعية والصحة وشؤون المستهلك
مجلس التوظيف والسياسة الاجتماعية والصحة وشؤون المستهلك (بالإنجليزية: Employment, Social Policy, Health and Consumer Affairs Council)‏ المعروف اختصاراً بـ EPSCO هو هيئة تابعة لمجلس الاتحاد الأوروبي. ويجتمع المجلس أربع مرات في السنة، ويركز اجتماعان من هذه الاجتماعات على السياسة الاجتماعية والتوظيف. وهي تتألف من وزراء العمل والشؤون الاجتماعية والصحة وسياسة المستهلك من جميع الدول الأعضاء في الاتحاد الأوروبي.
يعمل هذا المجلس على تحسين ظروف العمل ورفع مستويات التوظيف. وفي الوقت نفسه، فهو يضمن أيضاً حماية المستهلك والصحة البشرية داخل الاتحاد الأوروبي.